# Борисихин, Юрий Сергеевич
Ю́рий Серге́евич Бориси́хин (30 января 1944 — 25 апреля 2015) — советский и российский путешественник, журналист и общественный деятель. Участник полярной экспедиции газеты «Советская Россия». Президент Урало-Сибирской федерации ассоциаций, центров и клубов ЮНЕСКО (1991—2015), казначей Всемирной федерации ассоциаций, центров и клубов ЮНЕСКО (2003—2015).

## Биография
Родился в селе Коптелово Алапаевского района Свердловской области в 1944 году.
В 1961 году окончил Коптеловскую среднюю общеобразовательную школу. С 1969 года, после окончания факультета журналистики Уральского государственного университета, работал в газете «Красный боец», журнале «Уральские нивы» и областной газете «Уральский рабочий». В 1976 году стал заведующим отдела публицистики журнала «Уральский следопыт» и принял участие в ряде экспедиций в горах Приполярного Урала. Во время экспедиции 1979 года, как первовосходитель на одну из самых высоких безымянных вершин Приполярного Урала, получил право дать ей имя, и так на карте появился пик «Уральский следопыт».

## Полярная экспедиция
В 1982—1983 годах Юрий Борисихин стал участником полярной трансконтинентальной экспедиции газеты «Советская Россия». Путешественники преодолели путь длиною около 10 000 км, двигаясь на собачьих упряжках на запад вдоль арктических берегов России, от села Уэлен, самого восточного населённого пункта страны, до Мурманска. Экспедиция продлилась восемь месяцев, три из которых путешественники прошли в условиях полярной ночи. При этом участники экспедиции не пользовались для ночёвок палатками, а спали вместе с собаками на открытом воздухе, зарываясь, по возможности, в снег. Эта полярная экспедиция, посвящённая 60-летию образования СССР, стала уникальной по протяжённости своего маршрута и по сочетанию неблагоприятных для путешественников факторов природной среды.
Помимо Борисихина, которому, как корреспонденту журнала «Уральский следопыт», поручили вести кинофотосъёмку и писать отчёты о ходе экспедиции, в маршрутный отряд вошли ещё пять человек: руководитель Сергей Соловьёв, штурман Павел Смолин, радист Владимир Карпов, врач Владимир Рыбин и каюр Филипп Ардеев. Как и Борисихин, все участники были из Свердловска, за исключением Ардеева, который родился и вырос в Арктике и его богатый опыт в управлении ездовыми собаками был особенно ценен для экспедиции.
Кроме маршрутного отряда в шесть человек, в экспедиции было и два вспомогательных отряда по три человека в каждом, которые не участвовали в самом переходе, но поддерживали радиосвязь с основным отрядом и обеспечивали подготовку продовольствия в базовых лагерях экспедиции, разбитых в Уэлене, Чокурдахе, Хатанге, Амдерме и Мурманске. Они, как и члены маршрутного отряда, также прошли двухлетнюю подготовку к этой экспедиции, и выполняли функцию дублёров, готовых, в случае необходимости, заменить кого-либо из участников основного отряда.
6 ноября 1982 года, в канун 65-летней годовщины Октябрьской революции, путешественники, на шести собачьих упряжках с полярными лайками, вышли из Уэлена. Основной научной целью экспедиции были медико-биологические исследования изменения состояния человеческого организма в условиях длительного высочайшего нервного и физического напряжения, что было обусловлено экстремальными условиями многомесячного перехода. «Ваша главная задача — выжить! И если при этом вам удастся пройти хотя бы половину маршрута, это будет научный подвиг», — напутствовал путешественников перед отъездом из Свердловска председатель президиума УНЦ АН СССР академик С. В. Вонсовский.
С самого начала членам экспедиции пришлось преодолеть немало трудностей. Температура воздуха достигала −48 °С при скорости ветра до 25 метров в секунду, что соответствует −72 °С по шкале жёсткости погоды. Снежный наст не выдерживал тяжело нагруженных нарт и путешественникам часто приходилось вытаскивать провалившиеся в снег нарты, что резко снизило скорость экспедиции. Для недопущения срыва графика экспедиции члены маршрутного отряда приняли решение облегчить вес нарт, отказавшись от палаток, спальных мешков и горячего питания.
Они стали использовать традиционную, сделанную из шкур, одежду ненцев, в которой спали прямо на снегу: на бельё они надевали малицу — пошитую из оленьего меха длинную, до пят, одежду, с капюшоном и варежками, а ближе к весне перешли на кухлянку — недлинную, по колено, куртку из оленьего меха. На ноги они надевали плотно облегающие брюки-сапоги, сшитые из меха нерпы. Отказ от горячего питания позволил им не везти на нартах примусы и топливо, но теперь путешественникам приходилось питаться той же едой, что и их собакам: сырой струганой рыбой и копальхеном — разрубленным на кусочки гнилым мясом моржей, нерп и тюленей
Благодаря отказу от снаряжения нарты стали гораздо легче и в результате расстояние суточных переходов многократно увеличилось, достигая иногда 110 км. Так как путешественники теперь ночевали под открытым небом, то ночью им иногда приходилось спать лишь по 3—4 часа, вставая порой каждый час, чтобы не замёрзнуть самим и позаботиться о собаках, присыпая их снежным одеялом от ледяного ветра. Несмотря на экстремальные условия экспедиции, никто из путешественников не заболел и все смогли дойти до конца. На последнем этапе пути, от устья Печоры, когда началось таяние льдов, путешественники сменили нарты на специальные возки на колёсах, двигаясь вдоль побережья. Водные преграды они преодолевали в надувной лодке, а Белое море пересекли на картографическом судне.
Руководитель оргкомитета экспедиции, знаменитый полярник Иван Папанин, принимая 4 июля 1983 года в Мурманске рапорт об успешном завершении 240-дневного трансконтинентального похода, высоко оценил мужество участников экспедиции в преодолении трудностей. 21 июля 1983 года тысячи жителей г. Свердловска вышли приветствовать вернувшихся домой участников экспедиции, проехавших на собачьих упряжках по главной улице города, проспекту Ленина.
За успешное осуществление полярной экспедиции указом Президиума Верховного Совета СССР от 5 октября 1983 года Юрий Борисихин был награждён орденом «Знак Почёта». В 1984 году Средне-Уральское книжное издательство опубликовала книгу Борисихина об экспедиции газеты «Советская Россия» «10000 километров „Полюсом недоступности“», которая завоевала первое место всероссийского конкурса как лучшая книга для молодёжи.

## Восхождение на пик Ленина
После окончания экспедиции газеты «Советская Россия», Юрий Борисихин принял решение организовать новую экспедицию, получившую название «Рубежи». В ходе этой многолетней экспедиции, начавшейся в 1986 году, Борисихин стал единственным человеком в истории, совершившим обход всей территории Советского Союза по периметру его границ.
Одним из этапов данной экспедиции стало восхождение на собачьих упряжках на пик Ленина в 1990 году. Это восхождение, организованное Борисихиным, было занесено в «Книгу рекордов Гиннесса», как первая в мире экспедиция на ездовых собаках, достигшая высоты в 6400 метров. Помимо самого Борисихина, в состав памирского этапа экспедиции также вошёл Павел Смолин, мастер спорта СССР по альпинизму Владимир Рыкшин, и ещё 18 свердловчан.
13 июля 1990 года, за несколько дней до прибытия их экспедиции с полярными лайками на Памир, там произошёл самый трагичный случай в истории советского альпинизма. В результате землетрясения с северного склона пика Ленина сошёл мощный снежно-ледовый обвал, который снёс палаточный лагерь № 2 на высоте 5300 метров, в результате чего погибли 43 альпиниста. Прибыв на место, участники экспедиции Борисихина сразу же предложили свою помощь в поиске пострадавших с использованием своих собак, но их помощь уже не понадобилась. Участники экспедиции установили памятный крест вблизи места трагедии.
Свой базовый лагерь экспедиция Борисихина разбила на высоте 3600 метров, а остальные лагеря — на 4200 м, 5300 м и 6100 м. Однако и в этой экспедиции путешественникам пришлось преодолеть немало трудностей. С первого же дня у Смолина развилась высотная болезнь. В ходе подъёма в лагерь на 6100 м альпинисты попали в зону глубокого снега, покрытого тонким слоем наста и нарты накрепко застряли в снегу. В условиях наступившей пурги альпинистам пришлось вручную перетаскивать снаряжение с нарт в верхний лагерь.
20 августа альпинисты откопали занесённые снегом нарты, вновь запрягли собак и продолжили восхождение. Им удалось достигнуть отметки в 6400 метров, до вершины (7134 метра) оставалось ещё несколько часов пути, но из-за крайне неблагоприятных погодных условий, а также состояния здоровья Смолина, дальнейшее восхождение было решено прекратить. Тем не менее, альпинистам удалось превзойти предыдущий рекорд восхождения, установленный до их экспедиции французскими альпинистами, поднявшимися, с упряжкой из четырёх собак, на вершину Раздельная (6138 метров).

## Общественная деятельность
В 1987 году Юрий Борисихин создал один из первых клубов ЮНЕСКО в СССР, названный — как и его экспедиция вдоль границ СССР — «Рубежи». С 1991 года Борисихин возглавил Уральскую ассоциацию клубов ЮНЕСКО, которая объединила 28 клубов ЮНЕСКО в этом регионе и работала в рамках Советской ассоциации клубов ЮНЕСКО. После распада Советского Союза, в 1992 году, ассоциация стала одним из учредителей Федерации клубов ЮНЕСКО России (КЮРОС). Впоследствии, под руководством Борисихина, ассоциация была реорганизована в Урало-Сибирскую федерацию ЮНЕСКО. Сейчас она насчитывает около 150 клубов ЮНЕСКО. С 1994 года Юрий Борисихин являлся также генеральным директором Урало-Сибирского центра ЮНЕСКО.
8-13 июля 1999 года в Екатеринбурге состоялся V конгресс Всемирной федерации ассоциаций, центров и клубов ЮНЕСКО. Данная федерация, основанная в 1981 году со штаб-квартирой в Париже, объединяет около 3700 клубов ЮНЕСКО в 85 странах мира. Конгресс был организован Уральской ассоциацией клубов ЮНЕСКО, во главе с Юрием Борисихиным, совместно с Администрацией города Екатеринбурга. В нём приняли участие делегаты из 71 страны мира и он стал первым крупным международным событием в истории уральской столицы. В 2003 году Борисихин был избран казначеем Всемирной федерации ассоциаций, центров и клубов ЮНЕСКО.
Умер 25 апреля 2015 года. Похоронен в родном селе.